# باز باديلا
ماريا دي لا باز باديلا دياز (بالإسبانية: María de la Paz Padilla Díaz) هي كوميدية وممثلة ومقدمة إسبانية، ولدت في 26 سبتمبر 1969 في قادس في إسبانيا.

## روابط خارجية
- Paz Padilla على موقع IMDb (الإنجليزية)
- Paz Padilla على موقع ألو سيني (الفرنسية)
- Paz Padilla على موقع ميوزك برينز (الإنجليزية)
- Paz Padilla على موقع أول موفي (الإنجليزية)
- Paz Padilla على موقع قاعدة بيانات الفيلم (الإنجليزية)
- Paz Padilla على موقع كينوبويسك (الروسية)